# Carlos Eduardo Pinzón Posada
Carlos Eduardo Pinzón Posada, surnommé « El rey del café », est un entrepreneur colombien né à Medellín le 19 octobre 1874 et mort à New York le 16 décembre 1925. Il est considéré comme le pionnier ayant promu la commercialisation du café colombien vers l'international. Par ailleurs, il est le plus grand exportateur de café du pays de son époque, exportant généralement entre 30 et 40 % de la production nationale totale entre 1905 et 1925.
Il est l'un des fondateurs de la Sociedad de Mejoras Públicas de Manizales. Il promeut également la fondation de la chambre de commerce de Manizales créée par le gouvernement national en 1913.

## Vie personnelle
Carlos Pinzón naît le 19 octobre 1874 à Medellín. Il a pour parents Antonio Pinzón et Mercedes Posada. Son père fonde en 1878 la première grande hacienda caféière du département du Caldas, El Aguila,, qui compte 10 000 plants de caféiers.
Il épouse en 1897 Adelina Pinzón de Hoyos, la nièce d'Eduardo Hoyos Angel, un des fondateurs de Manizales, et fille d'Eduardo Antonio Hoyos et de Camila Villegas. De cette union, ils ont huit enfants : Cecilia, Soffy, Antonio, Carlos, Emma, Amelia, Maruja et Alberto.
À sa mort, son épouse reçoit un télégramme de doléances de la part de Carlos Eugenio Restrepo dans lequel il est écrit que « la famille, le travail, la société et le pays sont en deuil à la suite de la mort de Carlos. Il était un gentleman et un titan ».

## Carrière dans le café
À la mort de son père, Carlos Pinzón reprend le flambeau. Il consolide la fortune dont il a hérité en achetant la finca del Arenillo où sont plantés environ 150 000 caféiers. Il profite également de prix bas pendant la guerre des Mille Jours pour acheter de vastes territoires dans le Viejo Caldas, une partie de l'Antioquia et du Valle del Cauca, qu'il utilise pour ses plantations de café. Cela lui permet de devenir l'un des plus grands propriétaires terriens en Colombie. Par la suite, il s'associe à plusieurs personnalités de Manizales et bâtit un empire économique en Colombie, seulement surpassé par celui de « Pepe » Sierra (es). Plusieurs grands noms de la Colombie sont ainsi associés à son empire, tels que les présidents Alfonso López Pumarejo et Mariano Ospina Pérez ainsi que le directeur général de la Federación Nacional de Cafeteros, Manuel Mejía Jaramillo.
Pinzón est la personne ayant permis l'envol des exportations de café colombien. En effet, il décide de nouer des liens plus étroits avec le marché nord-américain, qui devient progressivement de plus en plus important pour les exportateurs vers l'Europe, en établissant un bureau à New York. À la fin du XIXe siècle, le café est exporté à dos de mule jusqu'aux navires du Magdalena. Bien que les prix de transport soient élevés et que Pinzón perde initialement de l'argent lorsqu'il exporte vers l'Angleterre et les États-Unis, il permet l'ouverture d'un espace commercial et parvient à entrer en contact avec des importateurs. Vers la deuxième décennie du XXe siècle, il est considéré comme un homme d'affaires important au-delà des frontières. La compagnie américaine Huth et Co. décide ainsi de s'allier avec lui pour fonder Pinzón and Huth, une entreprise spécialisée dans la commercialisation du café. En peu de temps, Pinzón devient le plus grand exportateur de café du pays, recevant des devises d'Amérique du Nord et d'Europe en grandes quantités, et notamment des dollars, des marks, des livres sterling et des francs.
En 1905, le département de Caldas est créé, avec pour capitale Manizales. L'âge d'or de cette ville, compris entre 1905 et 1925, coïncide avec l'apogée économique que connaît Pinzón. En effet, durant cette même période, il exporte entre 30 et 40 % de la production nationale totale sur les marchés internationaux,. Cependant, il est à noter qu'en 1920 et 1921 l'empire commercial de Pinzón est proche de la faillite avec une perte de 5 millions de dollars. En effet, en raison de sécheresses, le trafic d'exportation via le río Magdalena est paralysé et, le temps que les livraisons parviennent jusqu'à New York, les prix du café ont considérablement baissé.

## Autres activités
En tant qu'entrepreneur dans le café, Carlos Eduardo Pinzón Posada est souvent confronté à une carence en voies de communication routières. Il décide alors de surmonter ce problème  en proposant la construction d'un funiculaire de 72 km pour relier Manizales au río Magdalena. Après plusieurs années de discussion, le projet est inauguré, ce qui permet le transport de passagers et de fret, dont notamment le café, des montagnes vers le fleuve. De plus, Pinzón est à l'origine de l'extension du réseau ferroviaire colombien vers Manizales mais il ne verra pas l'inauguration de cette ligne, décédant deux ans auparavant. 
Par ailleurs, il est l'un des fondateurs de la Sociedad de Mejoras Públicas de Manizales en 1912, avec notamment Aquilino Villegas, Emilio Robledo, Liborio Gutiérrez et Alfonso Villegas. Il promeut également la fondation de la chambre de commerce de Manizales créée par le gouvernement national à travers le décret no 145 du 14 février 1913.
En raison de sa réussite économique et sociale, les présidents de la République de l'époque, Rafael Reyes Prieto et Carlos Eugenio Restrepo, lui proposent de rejoindre leur gouvernement en tant que ministre des Finances. Mais, Pinzón refuse ce poste afin d'honorer ses responsabilités en tant qu'exportateur.

## Hommages
The New York Times surnomma Carlos Eduardo Pinzón Posada « El Rey del Cafe » tellement son activité dans la commercialisation du café était reconnue.